# Stazione di Ainosato-Kōen
La stazione di Ainosato-Kōen (あいの里公園駅?, Ainosato-Kōen-eki) è una stazione ferroviaria della città di Sapporo situata sulla linea Sasshō. Dal 2012 la stazione fa parte della tratta elettrificata della linea.

## Linee
JR Hokkaido
■ Linea Sasshō

## Struttura
La stazione è dotata di due banchine laterali che servono 2 binari.
| 2 | ■ Linea Gakuentoshi (Sasshō) |  | per Ainosato-Kyōikudai, Sōen e Sapporo      |
| 2 | ■ Linea Gakuentoshi (Sasshō) |  | per Hokkaidō-Iryōdaigaku e Ishikari-Tōbetsu |

## Stazioni adiacenti
| «                          | Servizio                   | »                          |
| Linea Gakuentoshi (Sasshō) | Linea Gakuentoshi (Sasshō) | Linea Gakuentoshi (Sasshō) |
| -------------------------- | -------------------------- | -------------------------- |
| Ainosato-Kyōikudai         | Tutti i treni              | ROYCE' Town                |